# Striesener Straße
Die Striesener Straße in Dresden ist eine Innerortsstraße im Stadtteil Johannstadt.

## Beschreibung
Die Striesener Straße ist die Fortsetzung der Pillnitzer Straße und geht an ihrem Ende in die Borsbergstraße über. Sie kreuzt die Güntzstraße, die Marschnerstraße, den Straßenzug Georg-Nerlich-Straße/Hans-Grundig-Straße, die Permoserstraße, die Pöppelmannstraße, die Stephanienstraße, die Cranachstraße, die Thomaestraße, die Reißigerstraße und die Fetscherstraße. An der Kreuzung mit der Fetscherstraße befindet sich der Fetscherplatz, der ursprünglich Fürstenplatz hieß. Im Straßenverlauf befand sich mit dem Striesener Platz eine weitere Platzfläche, die nach dem Zweiten Weltkrieg überbaut wurde; von der Innenstadt aus hieß erst ab hier ostwärts die Straße „Striesener Straße“, von der Innenstadt aus bis hierher „Pillnitzer Straße“, erst um 1960 wurde der Name „Striesener Straße“ bis zur Güntzstraße (= 26er Ring) westwärts erweitert und der Name „Pillnitzer Straße“ für diesen Teil eingezogen.
Die Striesener Straße geht auf einen bereits im 16./17. Jahrhundert vorhandenen Verbindungsweg zwischen der eigentlichen Stadt, dem benachbarten Dorf Striesen und der Pillnitzer Fähre zurück. Er begann am Pirnaischen Tor und führte zunächst zum Rampischen Schlag und von dort weiter in östlicher Richtung und wurde nach 1870 ausgebaut. Noch um 1890 gab es hier vor allem Gartengrundstücke und Wiesen, bevor um die Jahrhundertwende auch in diesem Teil der Johannstadt Wohn- und Geschäftshäuser entstanden.
Während die Obergeschosse der Gebäude vorrangig Wohnungen beherbergten, gab es in den Erdgeschosszonen zahlreiche Läden, Gaststätten und kleine Handwerksbetriebe. Im westlichen Teil der Striesener Straße (etwa bis zur Stephanienstraße) waren hingegen freistehende Wohnhäuser im Straßenbild dominant.

## Öffentlicher Nahverkehr
Zwischen 1883 und 1945 verkehrten durch die Striesener Straße mehrere Straßenbahnlinien (anfangs als Pferdebahn), die das Dresdner Stadtzentrum mit der Johannstadt verbanden. Ab 1924 waren die Straßenbahn-Stammlinien die 17 (Striesen, Gottleubaer Straße – Fürstenplatz – Striesener Straße – Rathenauplatz – Carolabrücke – Bf. Neustadt – Großenhainer Straße – Mickten, Dreyßigplatz) und die 19 (Bf. Niedersedlitz – Leuben – Laubegast Tolkewitz – Fürstenplatz – Striesener Straße – Rathenauplatz – Pirnaischer Platz –  Postplatz – Cotta – Cossebaude). Nach den Zerstörungen am 13. Februar 1945 wurde der Straßenbahnverkehr durch Pillnitzer und Striesener Straße zwischen Rathenau- und Fürsten- (Fetscher-)platz nicht wieder aufgenommen, die Gleise ausgebaut und brauchbares Material für Reparaturen an anderen Stellen des Streckennetzes verwendet.
1968/69 wurden mit dem „Generalverkehrsplan der Stadt Dresden“ Planungen für eine Straßenbahnstrecke entlang der Pillnitzer und Striesener Straße vorgestellt, die jedoch nie ausgeführt wurden. Gleichwohl sind diese auch 2022 noch gelegentlich als Planungsüberlegungen in der Öffentlichkeit präsent; ein breiter Grünstreifen nördlich der Striesener Straße wird für eine solche Strecke bebauungsseitig freigehalten.
Ein Teilabschnitt der Straße wird durch die über den Pirnaischen Platz nach Johannstadt/Uniklinikum führende Buslinie erschlossen. Vor der Verkreuzung von 75 und 82 kam sie als 75 aus Goppeln oder von der Leubnitzer Höhe. Die seitdem aus Löbtau Süd/Dölzschen kommende Linie wurde im Zuge der 60er Neunummerierung von der 82 zur 62 umnummeriert.

## Bebauung
Die Gebäude der Striesener Straße fielen mit wenigen Ausnahmen in der Nähe des Fetscherplatzes während der Luftangriffe auf Dresden 1945 den Bomben zum Opfer. Vor der Zerstörung stand am Striesener Platz die Villa Scheidemantel, die 1887 von Julius Gebler gebaut und die ebenfalls 1945 zerstört worden war. Noch vorhandene denkmalgeschützte, historische Bausubstanz sind die Häuser Striesener Straße Nr. 44, 47 und 49.
Zu den ausgebombten Unternehmen gehörte auch die am 6. August 1910 eröffnete Bäckerei Wippler an der Ecke zur Schumannstraße. Das Unternehmen wird heute von den Nachkommen des Gründers Max Wippler im Raum Loschwitz/Pillnitz fortgeführt, wo seit 2010 auch ein kleines Museum an die Geschichte der Firma erinnert (Söbrigener Straße 1). Auf der Striesener Straße 32 befand sich ab 1920 das von Martin Pietzsch errichtete Filmtheater „Fürstenhof-Lichtspiele“.
Die Zerstörung der Striesener Straße wurde von Wilhelm Rudolph in seiner Holzschnittserie „Zerstörtes Dresden“ auf einem 1945/46 gestochenen Blatt dargestellt.
In der Nachkriegszeit wurde 1957 ein Bebauungsplan für das Aufbaugebiet in der Johannstadt erlassen. So entstanden fünfgeschossige Zeilen entlang der Striesener und viergeschossige Wohnzeilen entlang der Dinglinger Straße, die eine 350 m lange und 45 m breite Grünfläche umschließen. Diese Anlage wird im Nordwesten an der Georg-Nerlich-Straße durch ein achtgeschossiges Wohnhochhaus und im Südosten an der Stephanienstraße durch ein Ladengebäude begrenzt. Die Grünfläche zwischen den Gebäuden wurde durch die Anordnung von Reihenschuppen für Mopeds, Wäschetrockenplätze, Kleinkinderspielplätze in vier Bereiche unterteilt.
Die vier- und fünfgeschossige Zeilenbebauung mit ca. 1760 Wohnungen entstand in Großblockweise mit Putzfassaden nach Entwürfen der Architekten Wolfgang Hänsch und Johannes Rascher. Mit diesen Gebäuden wurde „erstmalig für die DDR“ eine Mischbauweise angewandt. Diese entstand als Fortentwicklung der bisherigen Großblockweise. Kennzeichen war ein „Zwei-Schichten-System“ (zwei Blockschichten pro Geschoss). Für diese Gebäude wurde im Gegensatz zu späteren Neubauvierteln das alte Straßennetz beibehalten.
Das Appartementhochhaus Striesener Straße/Ecke Georg-Nerlich-Straße wurde nach dem Vorbild des Hochhauses an der Borsbergstraße errichtet. Auch hier wurde das Appartementhaus in Blockbauweise ausgeführt, wobei nur das Erdgeschoss ein Skelettbau ist. Das sollte einen freien Raum im Erdgeschoss mit flexiblem Grundriss ermöglichen. Die Obergeschosse verfügten alle über Wohnungen. Die Fassade ist vertikal gegliedert, die Dachplatte ist auskragend. Kennzeichen auch hier das Übereinander der dreieckigen Balkone. Während die Fassade in Gelb und Taubenblau gehalten ist, wurden die Giebel in Rot gestaltet.